# Парк Мира (Вологда)
Парк Мира (Вологда) — парк в Вологде.

## История
Закладка парка состоялась 18 мая 1939 года. В массовом воскреснике приняло участие 2 000 вологжан. В 1945 году был назван парком Мира. Осенью 1955 года здесь посадили деревья и кустарники: 272 ели, 410 кустов спиреи, 426 кустов жимолости и 5782 куста акации.

## Инфраструктура
Детская площадка, спортплощадка, пляж.

## Транспорт
Имеется автобусная остановка автобуса № 11 «Автобусная остановка „Парк Мира“ (Вологда)»

## Кладбище
В парке находится Горбачевское кладбище.